# Blå Jungfrun
Die unbewohnte schwedische Insel Blå Jungfrun („Blaue Jungfrau“) liegt im nördlichen Kalmarsund, zwischen der Ostseeküste Schwedens und der Nordspitze der Insel Öland. Die Insel hat eine Fläche von 0,66 km². Ihr höchster Punkt liegt 86 Meter über dem Meeresspiegel. Während der nördliche Teil schroff und kahl ist, ist der südliche Bereich flacher und mit Laubwald bewachsen. Die Insel besteht aus großen, verblockten Gebieten und vom Eis polierten Granitklippen.

## Der Granit

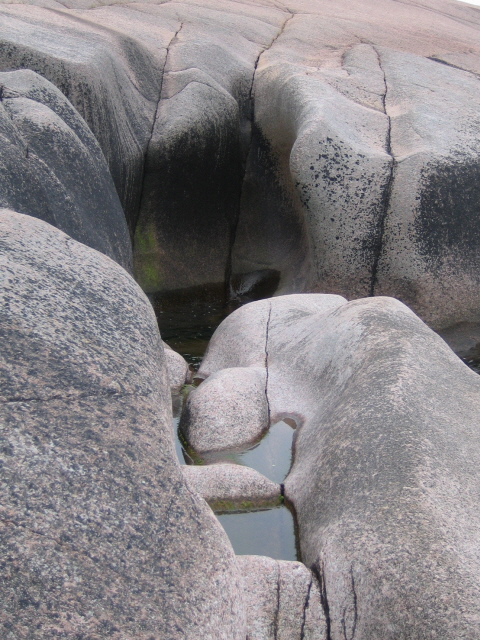
Gletschertöpfe auf Blå Jungfrun

Blå-Jungfrun-Granit ist Schwedens südlicher Rapakiwi. Er zeichnet sich durch rotbraune große Alkalifeldspäte in einem pyterlitischen Gefüge aus. Das geographisch und geologisch nächstliegende Gestein, das ein vergleichbares Gefüge hat, ist der Götemaren-Granit. Davon abgesehen finden sich derart deutliche Pyterlitgefüge im Osten der Ålandinseln und auf dem finnischen Festland. Bei den eindrucksvollen Granithöhlen auf Blå Jungfrun handelt es sich um Gletschertöpfe, die als jättegrytor („Riesentöpfe“) bezeichnet werden.

## Fauna und Flora
Auf der Insel gab es nie eine sesshafte Bevölkerung. An Säugetieren gibt es nur Hasen und Fledermäuse. Die Gryllteiste ist der für die Insel typische Vogel. Eine artenreiche Flechtenflora macht die Inselvegetation interessant.

## Volksglaube

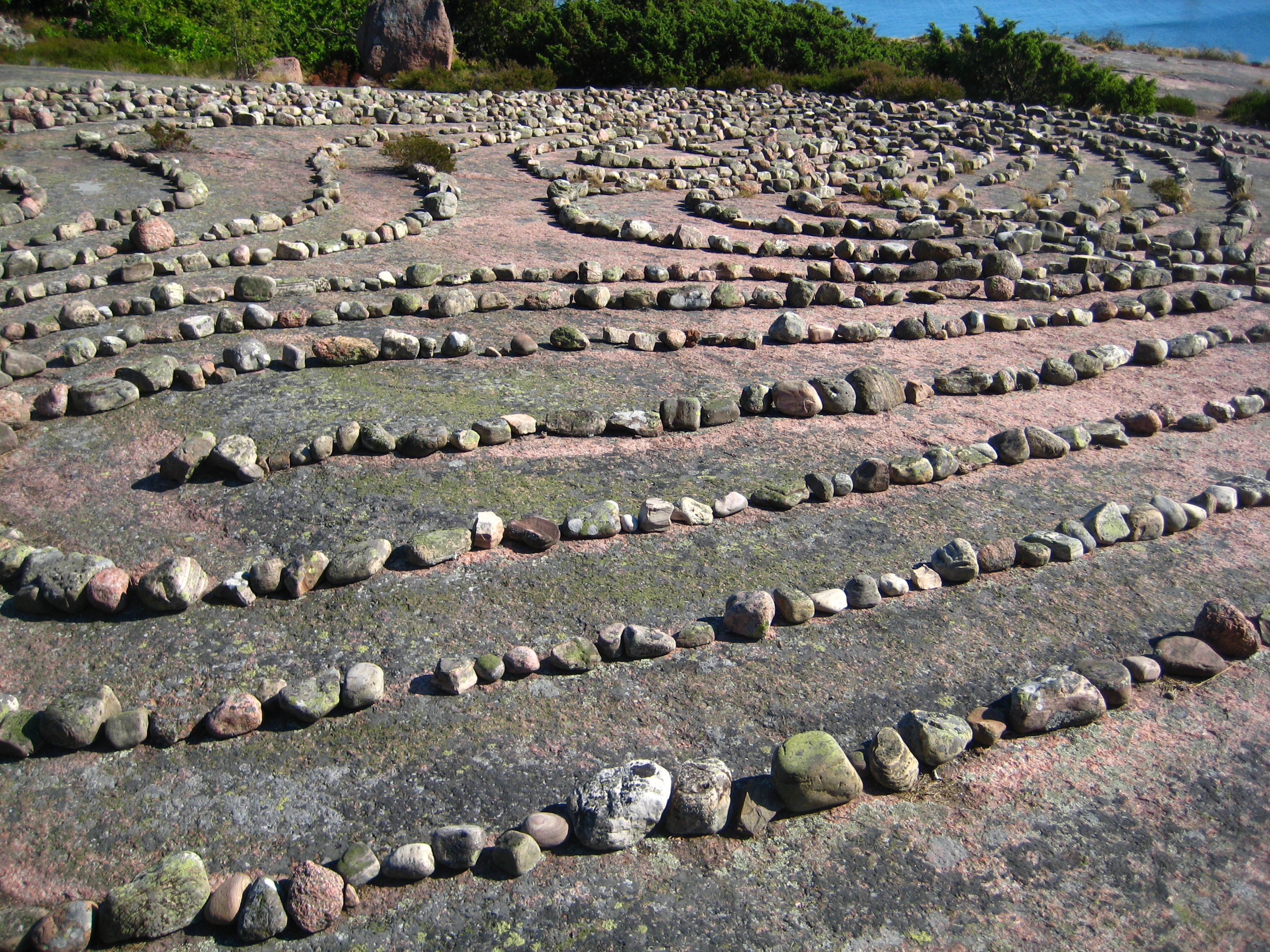
Labyrinth auf der Insel Blå Jungfrun

Die Insel hatte im südschwedischen Volksglauben eine dem Blocksberg (Brocken) in Deutschland ähnliche Bedeutung, weshalb sie den Beinamen Blåkulla (blå in der Bedeutung von „schwarz“, „dunkel“) erhielt. Im Gegensatz zum deutschen Aberglauben soll der Hexensabbat nicht in der Walpurgisnacht, sondern am Gründonnerstag stattfinden. Die Seefahrer mieden den Platz deshalb lange Zeit.
An der Südspitze der Insel befindet sich ein Labyrinth in Form einer Steinsetzung (trojeborgen, Trojaburg). Die Anlage weist fünfzehn Ringe auf. Sie wurde bereits von Carl von Linné beschrieben. Ihre Bedeutung ist nicht bekannt.

## Nationalpark
Die Insel liegt im gleichnamigen Nationalpark Blå Jungfrun, der bei einer Gesamtfläche von 1,98 km² zu 1,32 km² aus Wasser besteht. Das Gebiet konnte mit Hilfe von Spenden des Industriemagnaten Torsten Kreuger erworben und am 5. Februar 1926 als Nationalpark ausgewiesen werden. 1988 fand eine Erweiterung des Nationalparks statt. Das Gebiet ist auch als Natura-2000-Gebiet ausgewiesen.

## Verkehr
Die Insel ist im Sommer mit Ausflugsschiffen von Oskarshamn auf dem Festland oder von Byxelkrok auf Öland aus erreichbar.